# USA:s rymdstyrka
USA:s rymdstyrka eller Förenta staternas rymdstyrka (United States Space Force, förkortat USSF), är sedan 2019 den försvarsgren inom USA:s militär som är inriktad för operationer i rymden. USSF är en del av USA:s flygvapendepartement och politiskt ansvarig är USA:s flygvapenminister, som är utnämnd av USA:s president med senatens råd och samtycke samt underställd USA:s försvarsminister.
I USSF ingår de förband och enheter som tidigare tillhörde flygvapnets Air Force Space Command. Global Positioning System (GPS) är ett av många system som drivs av USSF.
Förband från USSF finns bland annat vid Thule Air Base på Grönland, Cheyenne Mountain Complex och Peterson Air Force Base i Colorado, Cape Canaveral Air Force Station i Florida och Vandenberg Air Force Base i Kalifornien. Anläggningarna bevakas av United States Air Force Security Forces.

## Organisation

### Högkvarter
Rymdstyrkan är en del av USA:s flygvapendepartement (ett av tre militärdepartement inom USA:s försvarsdepartement) och är en egen försvarsgren vid sidan om USA:s flygvapen. I Pentagon finns flygvapenministerns sekretariat (engelska: Office of the Secretary of the Air Force), som är gemensam med flygvapnet, samt den helt egna rymdstaben (engelska: Space Staff, eller formellt Office of the Chief of Space Operations). Chefen för rymdstyrkan (engelska: Chief of Space Operations) som är en fyrstjärnig general är sedan slutet på 2020 också ledamot i Joint Chiefs of Staff.

### Förband
| Emblem | Namn                                 | Förkortning | Basering                                | Beskrivning                                                 |
|        | Space Operations Command             | SpOC        | Peterson Space Force Base, Colorado     | Rymdstyrkans komponent till United States Space Command.    |
|        | Space Systems Command                | SSC         | Los Angeles Air Force Base, Kalifornien | Materielförvaltning och utvecklingscentrum.                 |
|        | Space Training and Readiness Command | STARCOM     | Peterson Space Force Base, Colorado     | Utbildning och doktrinutveckling. Övertar rollen från AETC. |

## Populärkultur
Tv-serien Space Force från 2020 på Netflix är en komediserie om rymdstyrkan.

## Se även

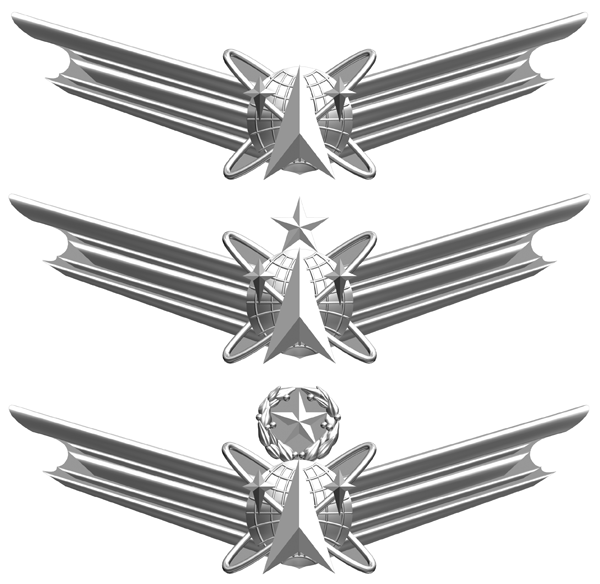
Space Operations Badge, yrkestecken för rymdkvalificerad markpersonal i tre grader i den design som infördes från 2005 i Air Force Space Command.